# Missel de Thomas James
Vous lisez un « bon article » labellisé en 2017.
Le Missel de Thomas James est un manuscrit enluminé vers 1483 pour Thomas James, évêque de Dol en Bretagne.
Présentant le texte d'un missel à l'usage de Rome, il a été commandé par le prélat breton, proche du pape Sixte IV et des milieux humanistes italiens, alors qu'il résidait dans la cité papale. La réalisation de l'ouvrage a été confiée à l'enlumineur Attavante degli Attavanti et son atelier, à Florence. Il contient deux miniatures en pleine page, deux autres en tiers de page, 165 lettrines historiées ainsi que de nombreuses marges décorées notamment de médaillons représentant des saints ou des scènes de la vie du Christ. Ces décors sont représentatifs de l'art florentin de la Renaissance, inspiré d'objets antiques et de l'art flamand. Il sert de modèle pour d'autres manuscrits du même enlumineur, dont le Missel de Matthias Corvin. Le manuscrit reste à Dol-de-Bretagne jusqu'au XIXe siècle, lorsqu'il est vendu puis acquis par un archevêque de Lyon. Il est actuellement conservé à la Bibliothèque municipale de Lyon sous la cote Ms.5123, même s'il a été partiellement mutilé : le frontispice a été découpé et cinq feuillets en ont été détachés. L'un d'entre eux, représentant la Crucifixion, est conservé au musée d'art moderne André-Malraux du Havre.

## Historique

### Contexte de création
Attavante degli Attavanti, le peintre qui a signé le manuscrit (fo 6 vo), est un enlumineur très célèbre à la fin du XVe siècle. De nombreux aristocrates et prélats de toute l'Europe cherchent à obtenir un manuscrit décoré de sa main : c'est le cas de Frédéric de Montefeltro, duc d'Urbino, Mathias Corvin, roi de Hongrie, Manuel Ier, roi du Portugal ou encore Georges d'Amboise, archevêque de Rouen, et Laurent de Médicis. Ce dernier contribue par ses relations diplomatiques avec Rome à faire connaître les artistes florentins dans la cité papale. Sixte IV fait ainsi appel aux meilleurs artistes de la cité pour la décoration de la chapelle Sixtine entre 1477 et 1483. Parmi eux figure Domenico Ghirlandaio, un artiste qui a profondément influencé le style d'Attavante avec qui il a probablement travaillé. Ils ont notamment collaboré sur la décoration de la bible de Frédéric de Montefeltro en compagnie du frère de Domenico, Davide. C'est dans ce contexte que l'un des premiers ouvrages identifiés comme provenant de son atelier est commandé par un religieux breton installé à Rome.

### Commanditaire et datation

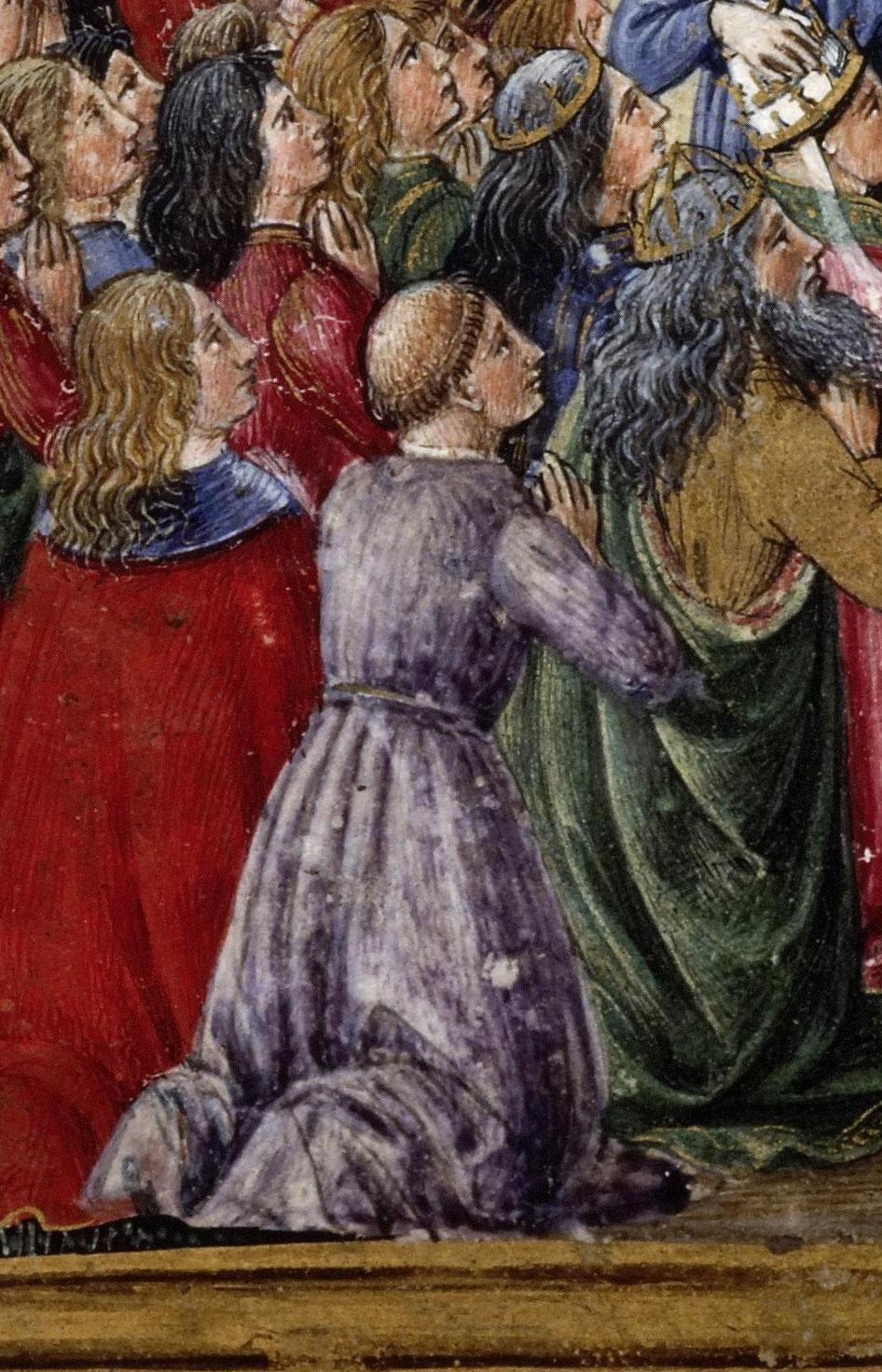
Représentation du commanditaire en prière au sein de la miniature du Jugement dernier,.

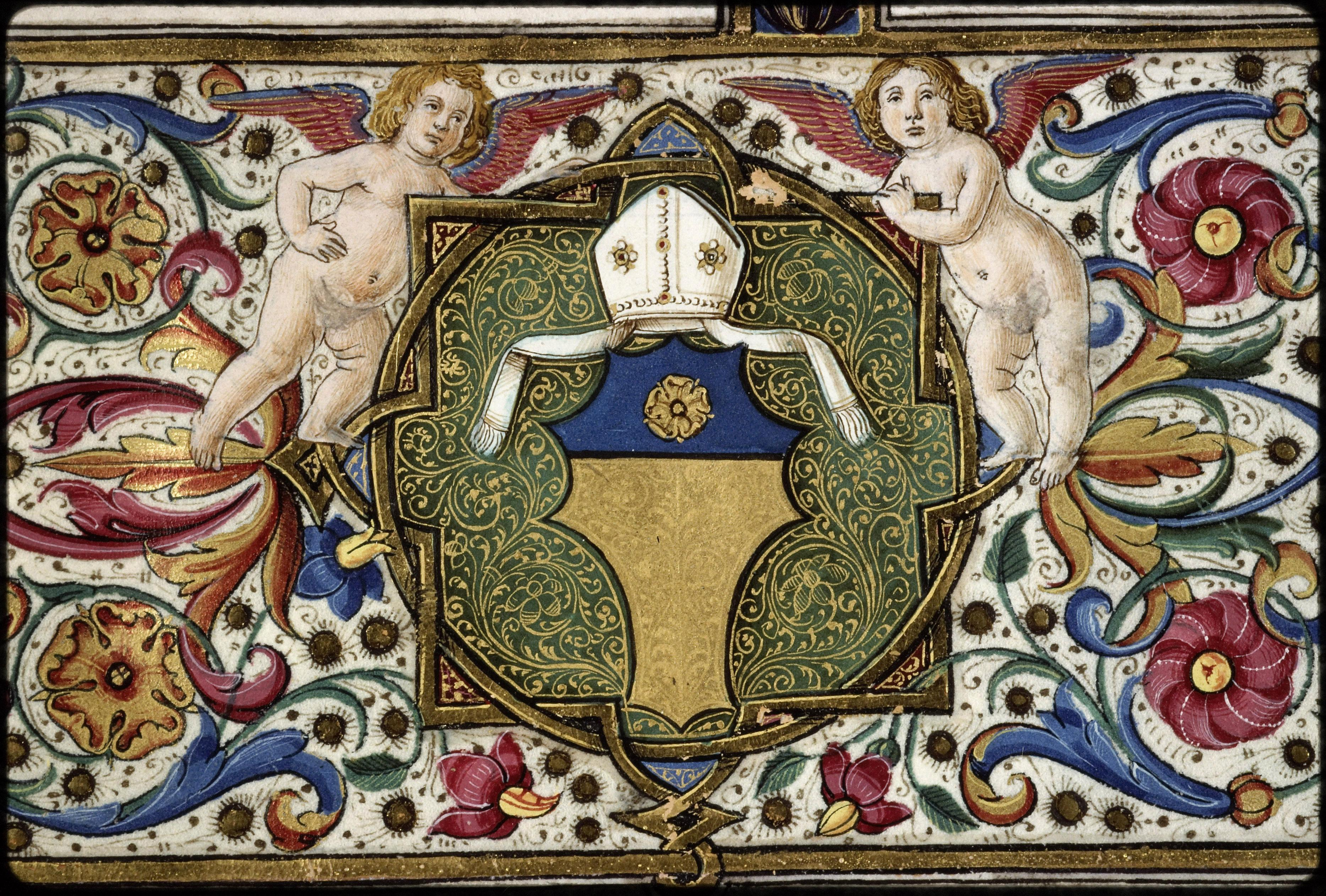
Les armes de Thomas James tenues par des angelots,.

Le commanditaire de cet ouvrage peut être identifié par ses armes représentées à plusieurs reprises dans les marges du manuscrit : « D'or, au chef d'azur chargé d'une rose d'or » qui correspondent à celles de Thomas James. Originaire de Saint-Aubin-du-Cormier, docteur In utroque jure, il mène une carrière d'ecclésiastique en Bretagne, cumulant de nombreuses charges religieuses dont le titre d'archidiacre du Penthièvre. Proche de Pierre Landais, conseiller du duc François II de Bretagne, il entame une carrière de diplomate auprès du Saint-Siège à Rome qu'il rejoint dans les années 1470. Il devient alors un familier du pape Sixte IV. Il est nommé sur place évêque de Léon en 1478, évêché qu'il ne rejoint jamais, gouverneur du château Saint-Ange à la fin de l'année 1478 puis évêque de Dol en 1482. Il appartient alors à l'entourage du cardinal Guillaume d'Estouteville, archevêque de Rouen, qui lui fait probablement fréquenter les milieux artistiques. L'humaniste Giulio Pomponio Leto lui dédie une grammaire latine en 1483 et il fait graver par des artisans romains un sceau épiscopal,.
La commande du missel est connue par deux lettres signées de l'enlumineur florentin Attavante degli Attavanti datées de 1483 et 1484. Elles sont adressées à Taddeo Gaddi (descendant du peintre florentin homonyme), installé dans la cité papale, qui est chargé de suivre la réalisation de l'ouvrage pour le compte du commanditaire. Le peintre signe d'ailleurs ses lettres « le miniaturiste de l'évêque de Dol » (« miniatore del vescovo di Dolo »). Cette commande, pour un montant de près de 200 ducats, remonte probablement à sa nomination à l'évêché de Dol. En juillet 1483, après l'évasion d'un prisonnier du château Saint-Ange, la fonction de gouverneur est retirée à Thomas James. Ce dernier quitte Rome à la fin de cette même année, probablement à la mort du cardinal d'Estouteville, avant l'achèvement de l'ouvrage. C'est son neveu François qui lui permet de le récupérer à Florence en 1484 par l'intermédiaire de la famille Rinieri. Attavante signe l'ouvrage sur le frontispice et indique sa date de fabrication : 1483,.

### Parcours du manuscrit
Le manuscrit est mentionné dans l'inventaire après décès de l'évêque en 1504. Il est alors évalué à 1 200 ducats. Il est encore recensé dans l'inventaire des biens de la cathédrale le 20 mai 1791 : « Missel à l'usage de Rome en veslin garni de peintures ». Il reste conservé dans les collections de la cathédrale de Dol jusqu'au XIXe siècle. En 1847, il est cédé à un libraire parisien par l'archiprêtre de la paroisse après l'avoir proposé en vain à Godefroy Brossay-Saint-Marc, l'archevêque de Rennes. Il y est rapidement étudié par les érudits Charles Cahier et Auguste de Bastard d'Estang. Il est ensuite vendu au cardinal Louis-Jacques-Maurice de Bonald, archevêque de Lyon, grand collectionneur d'œuvres d'art. À la mort de ce dernier, il est légué, avec le reste de la collection de l'archevêque, au trésor de la primatiale Saint-Jean de Lyon. Il est ensuite redécouvert et étudié pour la première fois dans le détail par Léopold Delisle en 1882, puis classé monument historique au titre objet en 1902. Après la loi de séparation des Églises et de l'État en 1905, les manuscrits de la primatiale sont transférés à la Bibliothèque municipale de Lyon.
Le manuscrit fait l'objet de plusieurs mutilations au cours de son histoire : cinq feuillets ont notamment été découpés. Un seul est localisé, il s'agit de la représentation de la Crucifixion actuellement conservée au musée d'art moderne André-Malraux du Havre, où elle est entrée à la suite d'un legs de la famille Langevin-Berzan en 1903. On ne sait pas quand le feuillet a été détaché du manuscrit. Il pourrait avoir été découpé entre son départ de Dol et son arrivée à Lyon. Il pourrait aussi avoir été séparé dès le XVIIIe siècle, à l'occasion de sa nouvelle reliure.

## Description

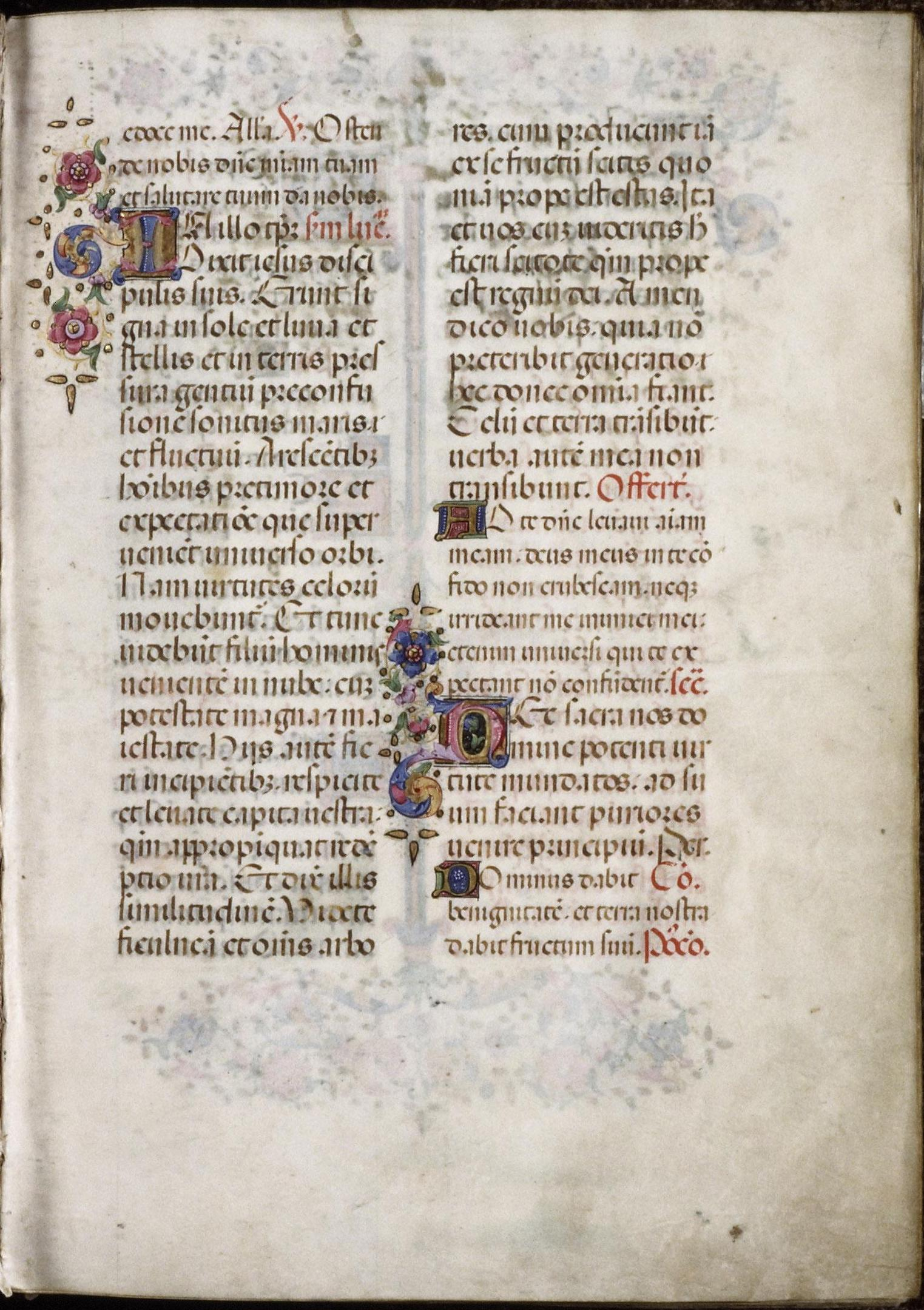
Exemple de page de texte au début du propre de l'Avent,.

### Codicologie
L'ouvrage contient le texte traditionnel des missels romains en latin, :
- un calendrier à l'usage de Rome (fo 1-5 vo), la seule particularité est l'insertion de saint Yves à la date du 27 octobre ;
- le propre du temps de l'Avent au 25e dimanche après la Pentecôte (fo 6 vo-280), avec le canon de la messe inséré à partir du folio 203 ;
- le propre des saints (fo 280 vo-358) ;
- le commun des saints, dédicace, messes votives et bénédictions (fo 358 vo-430).

Le texte est écrit sur deux colonnes de 26 lignes chacune. Il est formé de 430 feuillets en parchemin In-folio formant des cahiers de 8 feuillets. Les pages, qui mesurent 39,2 × 28 cm, ont été légèrement coupées au moment de sa nouvelle reliure au XVIIIe siècle. Le manuscrit comporte des lacunes : cinq feuillets ont disparu. Les feuillets manquants sont celui contenant les mois de novembre et décembre dans le calendrier, avant le frontispice (fo 6 ro), ainsi que celui de l'office du premier dimanche de l'avent après le frontispice ; au milieu de l'ouvrage, il manque aussi un feuillet hors texte avant le début du canon, ainsi que le second feuillet de ce même canon et enfin un dernier feuillet constituant le début de l'office de Pâques.

### Décoration
Le manuscrit contient encore deux miniatures en pleine page, deux à tiers de page, 165 lettrines historiées et de nombreuses marges décorées notamment de vignettes historiées. Une miniature en pleine page a été découpée et est aujourd'hui conservée au musée d'art moderne André-Malraux du Havre, après un legs en 1903 (inv.36.1).

#### Frontispice
Le frontispice (fo 6 vo, reproduit en haut de la page) contient une décoration recouvrant toute la page et encadrant autrefois l'incipit du texte du missel écrit en lettres capitales d'or. Le petit cadre central contenant le texte a été découpé à une date inconnue et reste aujourd'hui vide. Le texte était inscrit dans un grand retable sculpté placé sur un autel. Le devant de cet autel est décoré d'un bas-relief représentant un Triomphe de Neptune, inspiré du décor d'un panneau de sarcophage romain, actuellement conservé à la villa Médicis,. Tout autour sont représentés des éléments de décors architecturaux et sculptés inspirés de l'Antiquité et de la Renaissance florentine. L'arrière-plan gauche représente d'un côté une loggia à deux étages faisant face à un palais inspiré du palais Medici-Riccardi de Florence. L'arrière-plan droit contient un bâtiment inspiré du baptistère Saint-Jean de Florence qui fait face à un autre bâtiment inspiré des basiliques romaines. Se trouve inscrite tout en bas la signature de l'artiste : « ACTAVANTE DE ACTAVANTIBUS DE FLORENTIA / HOC OPUS ILLUMINAVIT + D MCCCCLXXXIII ». La marge est décorée de nombreux rinceaux entourant des médaillons formant de petits tableaux. Les médaillons, placés aux quatre angles, représentent des sibylles habillées à la florentine. Le médaillon au milieu à gauche contient saint Antonin de Florence et à droite saint Bonaventure. Six autres médaillons reproduisent des camées antiques conservés alors dans les collections de Laurent de Médicis. Les deux du bas représentent Bacchus trouvant Ariane endormie dans l'île de Naxos et Le Char d'Ariane et de Bacchus trainé par des Psychés (aujourd'hui au musée archéologique national de Naples). La marge basse en son centre contient les armes de l'évêque tenues par deux angelots.

Exemples d'œuvres d'art antiques proches des modèles ayant servi aux décors du frontispice
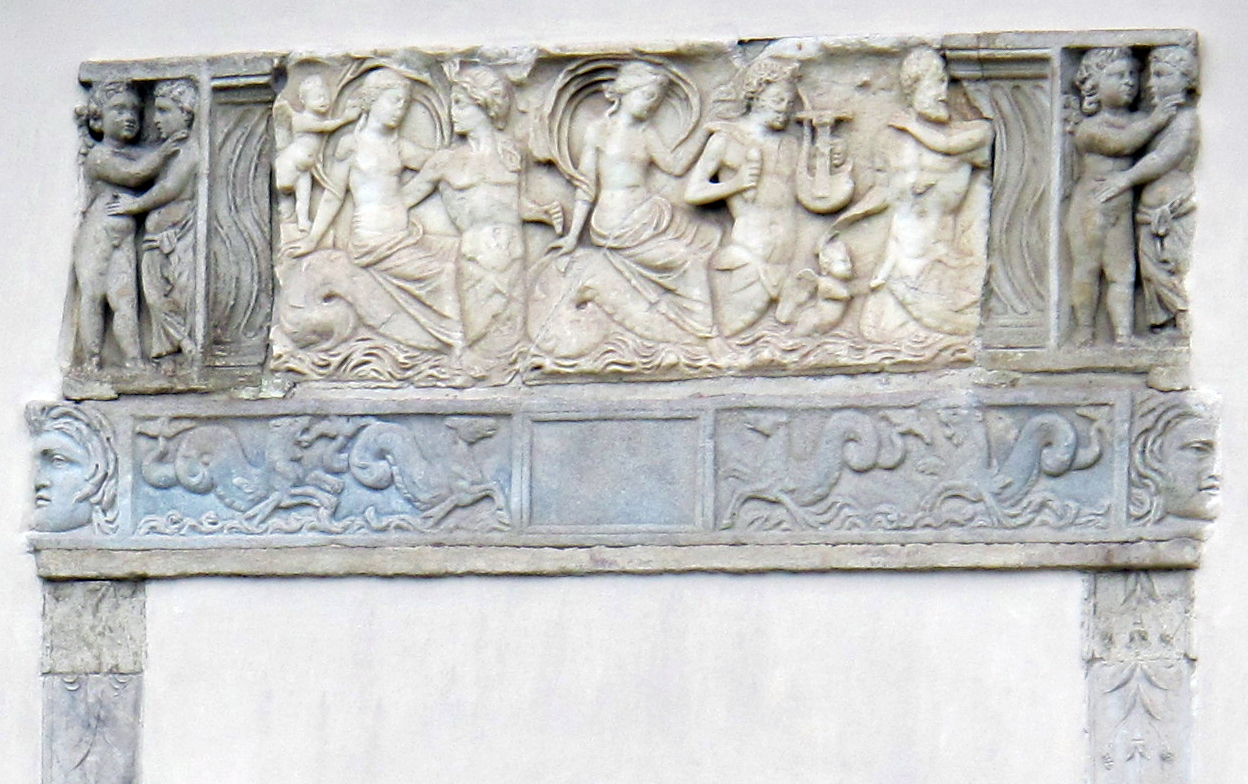
Fragments de sarcophage romain, actuellement dans les collections lapidaires de la Villa Médicis, Rome.
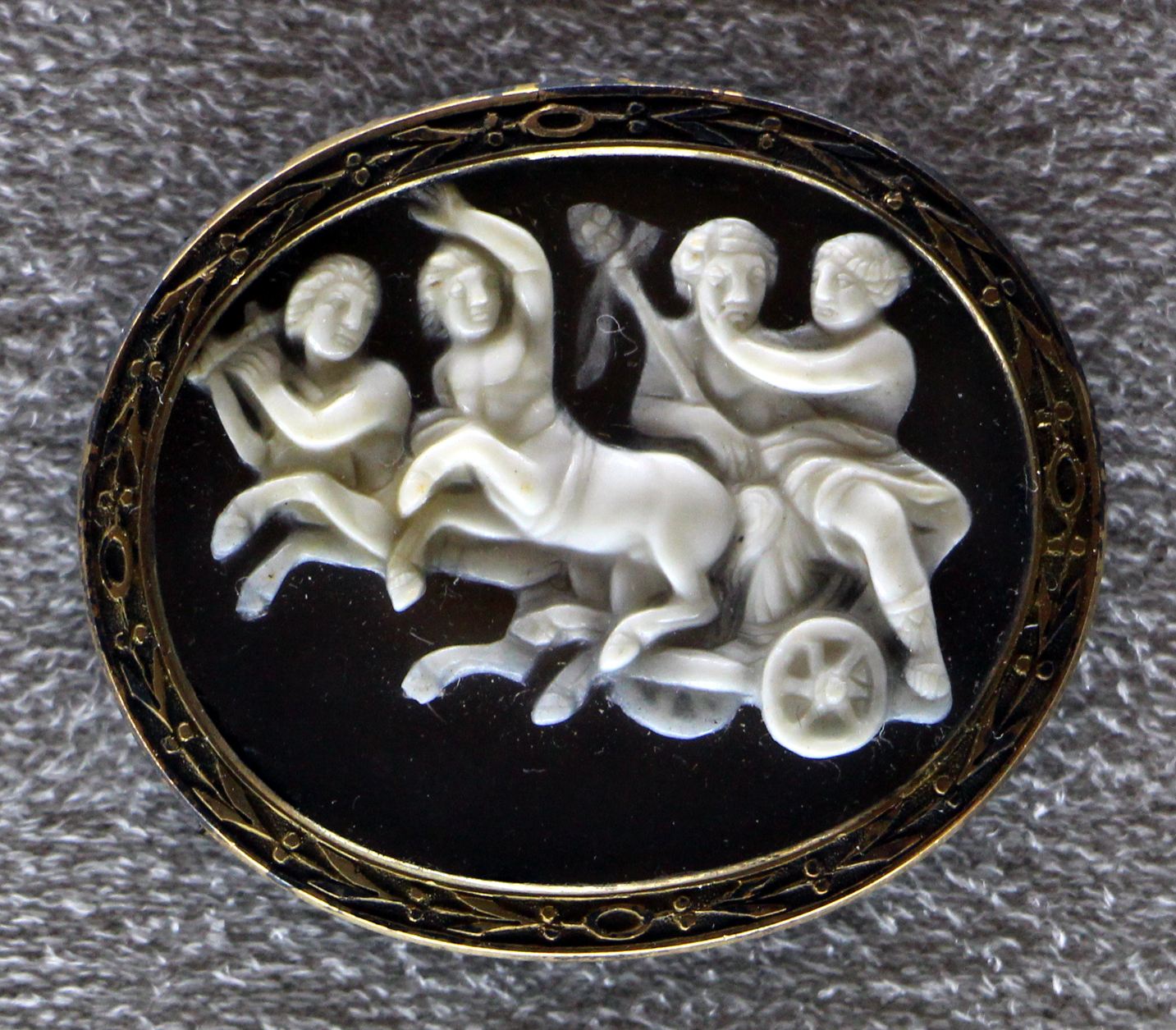
Camée représentant  Bacchus et Ariane sur un char, coll. musée archéologique de Florence.
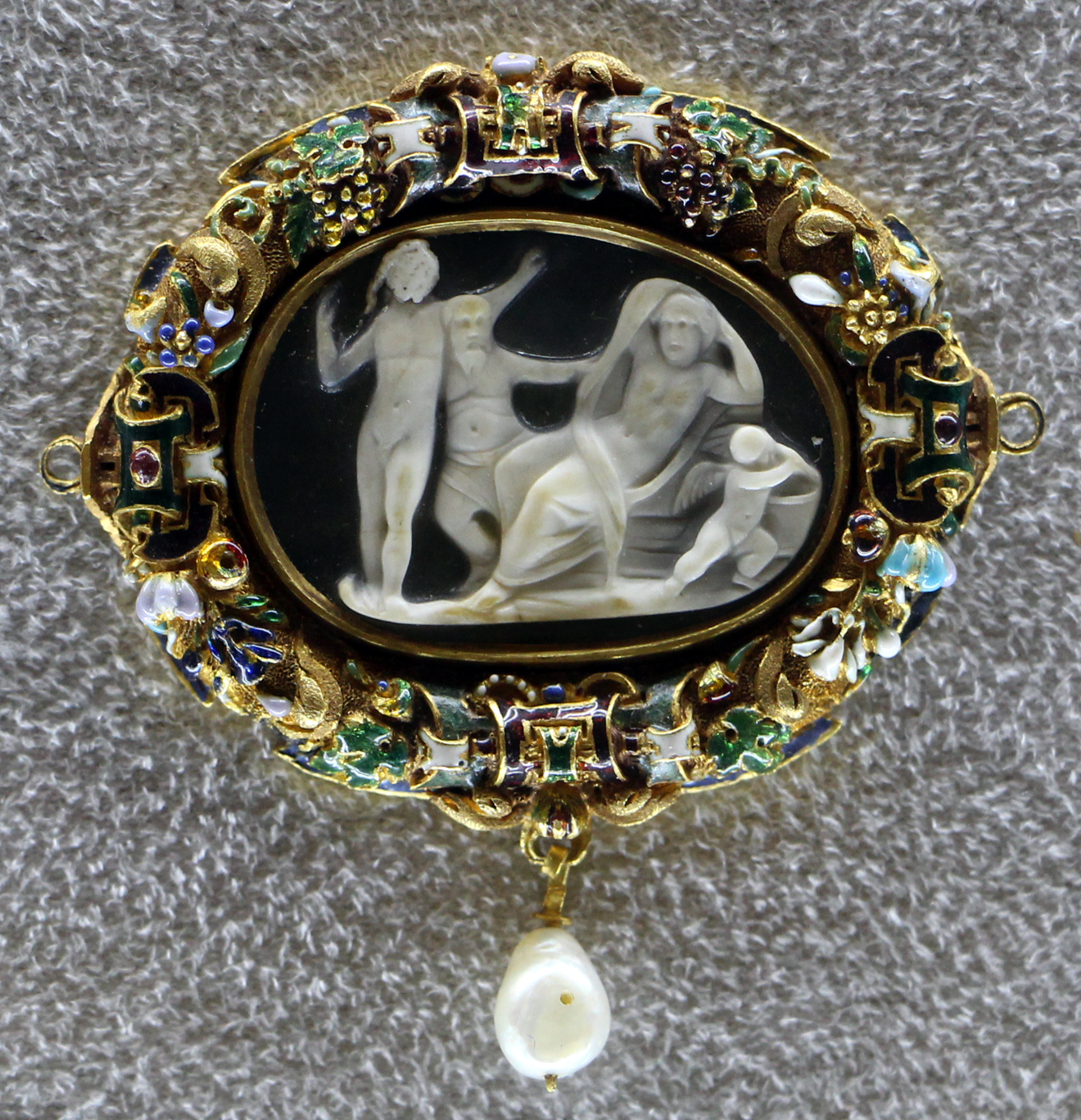
Camée représentant Bacchus surprenant Ariane, coll. Musée archéologique de Florence.

#### Incipit du canon de la messe

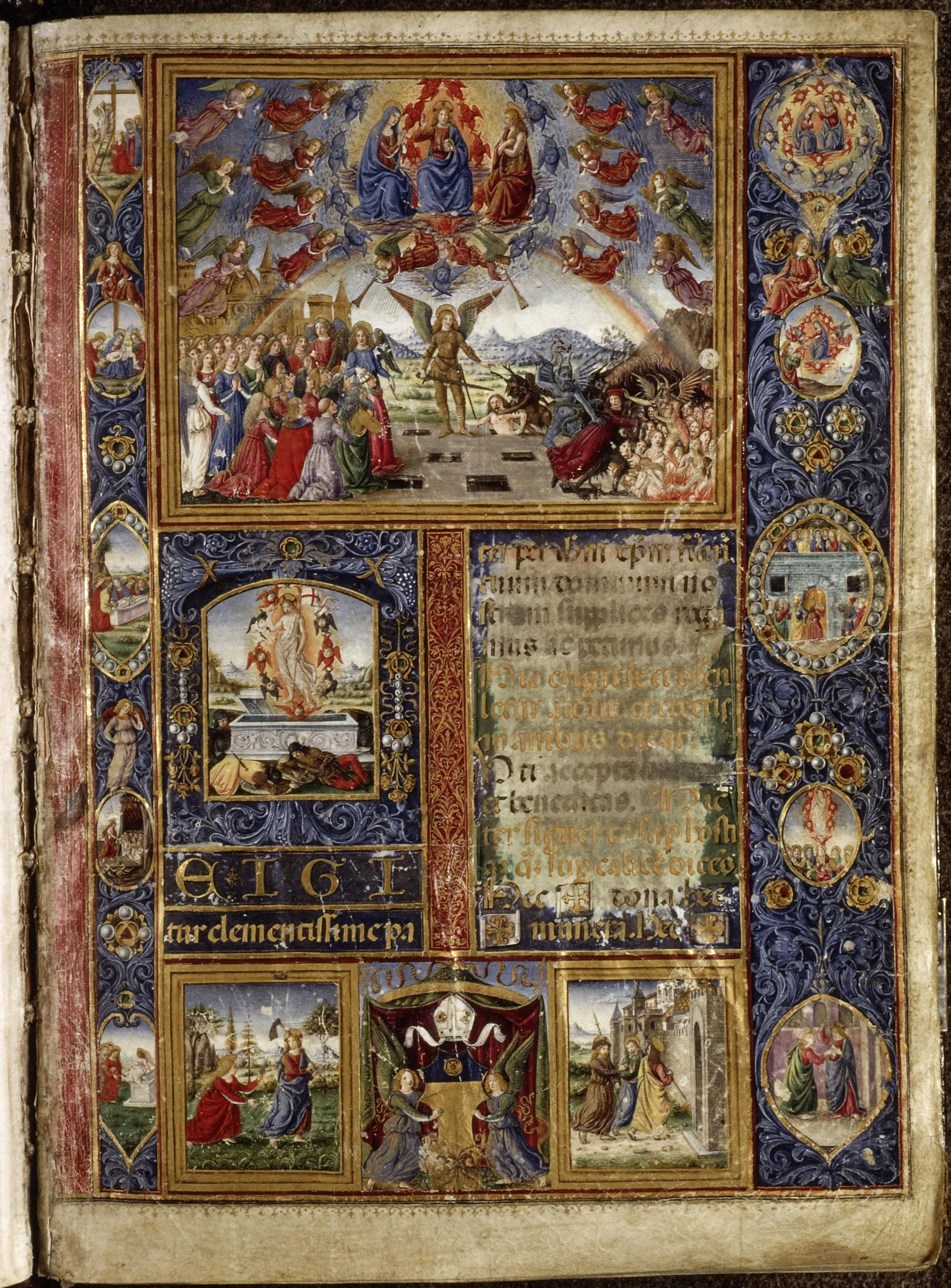
Le Jugement dernier,.

L'autre page entièrement décorée toujours présente dans le manuscrit est le début du canon de la messe (fo 203 ro). Cette page contient en partie haute une miniature représentant Le Jugement dernier. Le commanditaire, Thomas James, y est représenté en prière, tonsuré, tête nue, agenouillé devant saint Michel. Son visage n'est pratiquement pas représenté, le peintre ayant adopté un quasi-profil perdu pour éviter de dessiner les traits d'un modèle qu'il n'a probablement jamais rencontré. L'arrière-plan de cette scène contient des paysages inspirés de la Toscane ainsi qu'une ville abritant entre ses murs une église inspirée de la cathédrale Santa Maria del Fiore de Florence. En bas à gauche le T du « Te Igitur » est recouvert d'un petit tableau représentant La Résurrection du Christ. Douze médaillons sont placés dans la marge décorée de la page, contenant des épisodes avant et après cette scène de l'évangile : La Descente de croix, La Pietà, La Mise au tombeau, La Descente aux limbes, Les Saintes Femmes au tombeau dans la marge de gauche de haut en bas ; Noli me tangere et Les Disciples d'Emmaüs dans deux vignettes quadrangulaires en bas de page ; puis dans la marge droite, de bas en haut : L'Incrédulité de saint Thomas, L'Ascension, L'Assomption et Le Couronnement de la Vierge. On retrouve de nouveau les armoiries de Thomas James entre deux anges au milieu du bas de page.

#### Feuillet du Havre

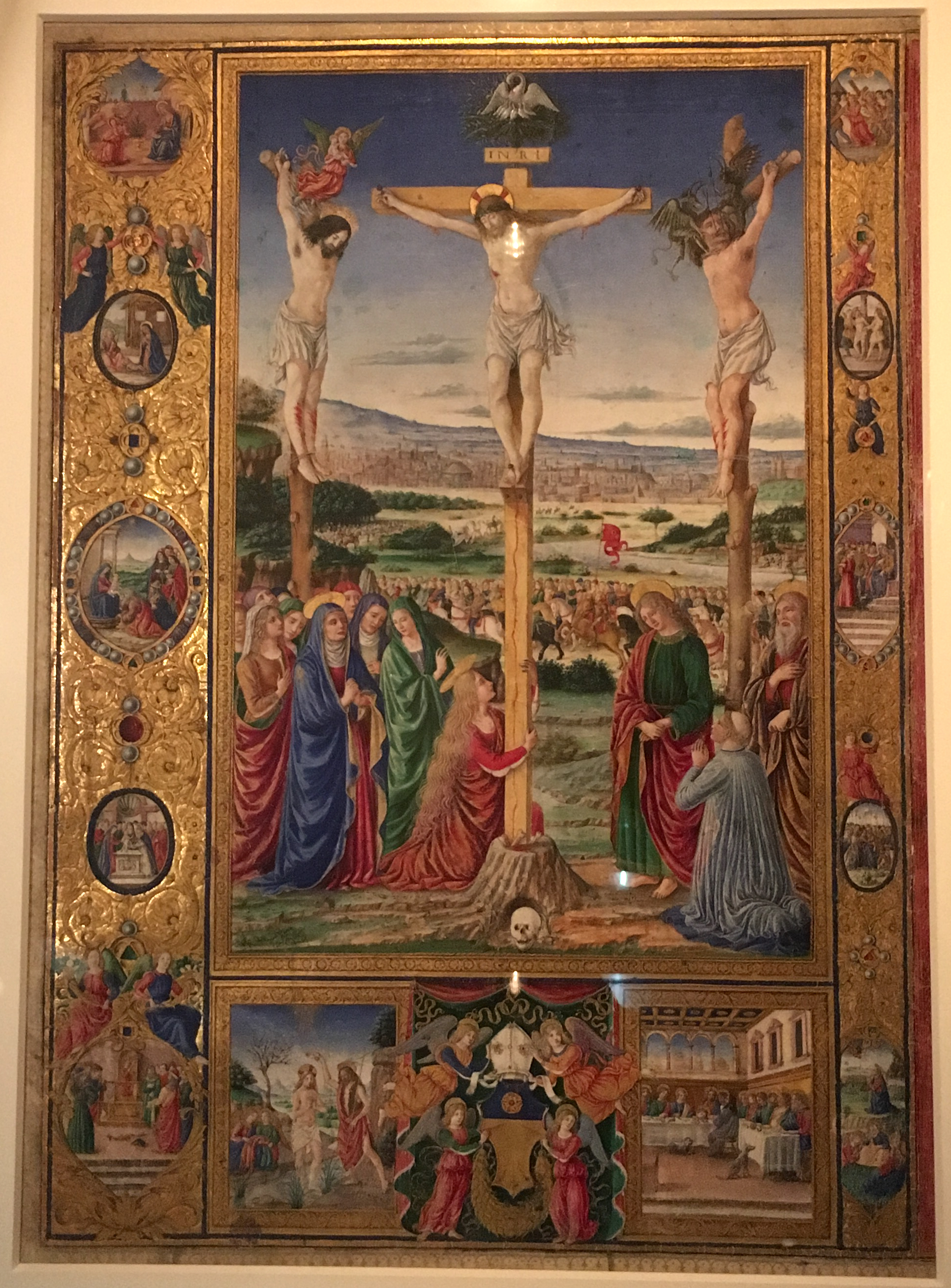
Crucifixion, folio du Havre.

Le feuillet du Havre contient lui La Crucifixion, qui était placée en face du folio 203. La miniature en pleine page prend la forme d'un petit tableau reprenant les canons de la peinture florentine du XVe siècle. Elle incorpore les influences de la peinture flamande avec le soin du détail des paysages, parcourus d'une légère brume, ou du rendu des matières. Thomas James y est de nouveau représenté sous des traits jeunes, en prière, agenouillé au pied de saint Jean, tonsuré et vêtu d'une robe bleue, dans la même position que sur la page précédente mais inversée. Dans la ville dessinée à l'arrière plan, sont figurés plusieurs monuments romains : la coupole du Panthéon, les murs du quartier de la basilique Saint-Pierre et le château Saint-Ange. Dans la foule, un étendard rouge porte les lettres SPQR,.
Dans le cadre doré entourant la scène, se trouvent représentés des épisodes de la vie du Christ et de sa Passion. Il s'agit, pour la partie gauche, des mystères joyeux : de haut en bas, L'Annonciation, La Nativité, L'Épiphanie, La Circoncision, Le Christ parmi les docteurs et, en bas à gauche de la page, le baptême. Cette dernière scène est une reproduction du Baptême du Christ peint par Andrea del Verrocchio et Léonard de Vinci. À droite, il s'agit de la Passion, qui commence par La Cène en bas à droite puis de bas en haut les mystères douloureux : La Prière dans le Jardin des oliviers, L'Arrestation du Christ, Le Christ devant Pilate, La Flagellation jusqu'au Portement de Croix et La Crucifixion pour la scène principale,.

#### Incipit du commun des saints et décoration secondaire
La dernière page la plus décorée est le début du commun des saints (fo 358 vo). Elle représente L'Assemblée céleste dans le tiers haut de la page : le groupe central de personnages est directement inspiré par ceux présents dans celle du Jugement dernier (fo 203 ro). Parmi les autres décorations du manuscrit, on trouve onze pages contenant des marges ornées entre le fo 18 vo et le fo 31 vo, accompagnées chacune d'une lettrine historiée. Les marges sont ornées de fins rinceaux d'acanthe entourant un médaillon représentant des scènes bibliques. Les autres pages, jusqu'au folio 200, sont simplement illustrées de lettrines ornées ainsi que de grappes de rinceaux. Dans la seconde partie (du fo 203 vo à la fin), les pages reprennent des rinceaux identiques à ceux de la première partie, accompagnés de lettrines, au nombre de 150, représentant soit un personnage à mi-corps, soit un groupe de personnages, soit, plus rarement, une scène complète.

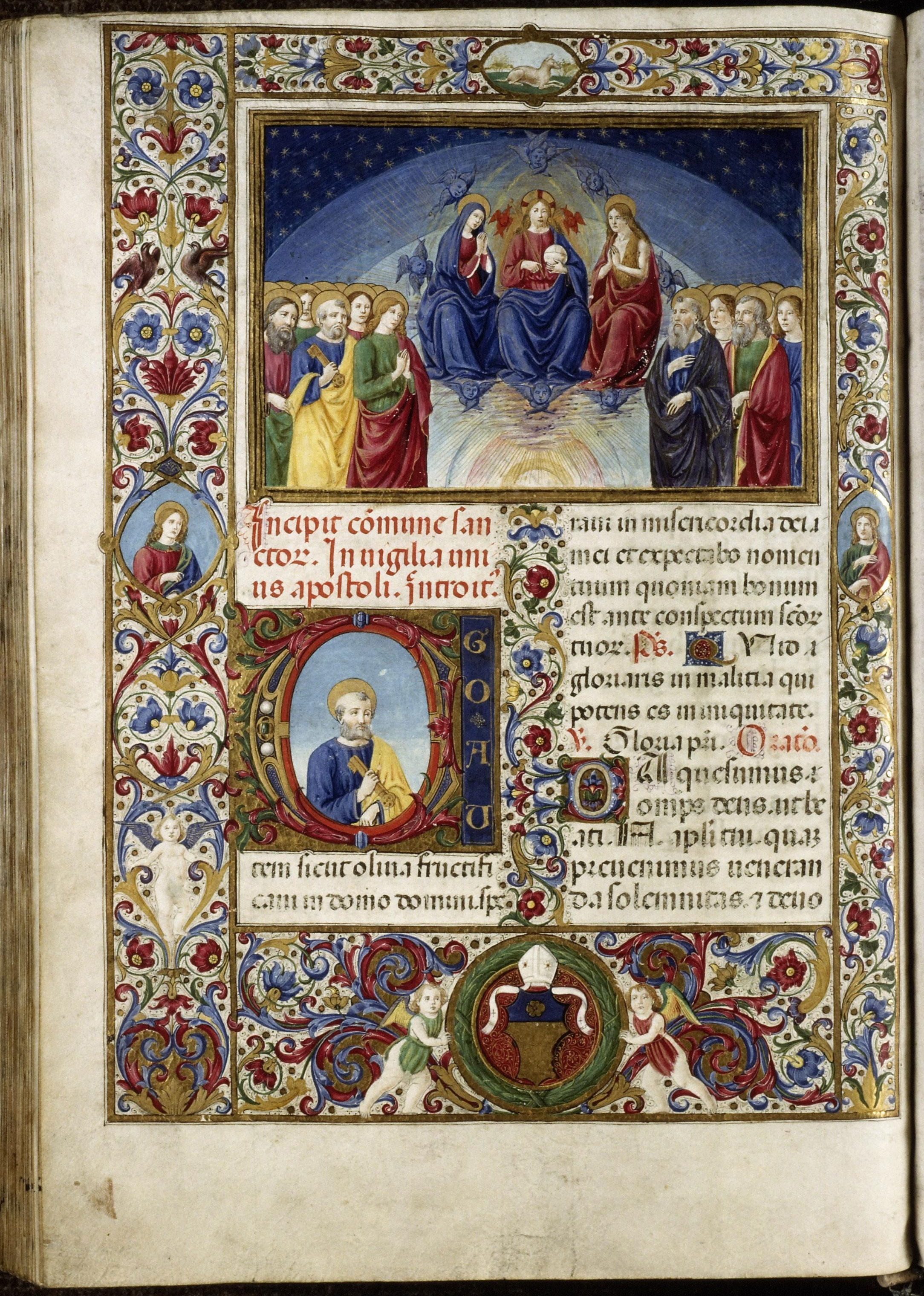
Le Paradis céleste, fo 358 vo.
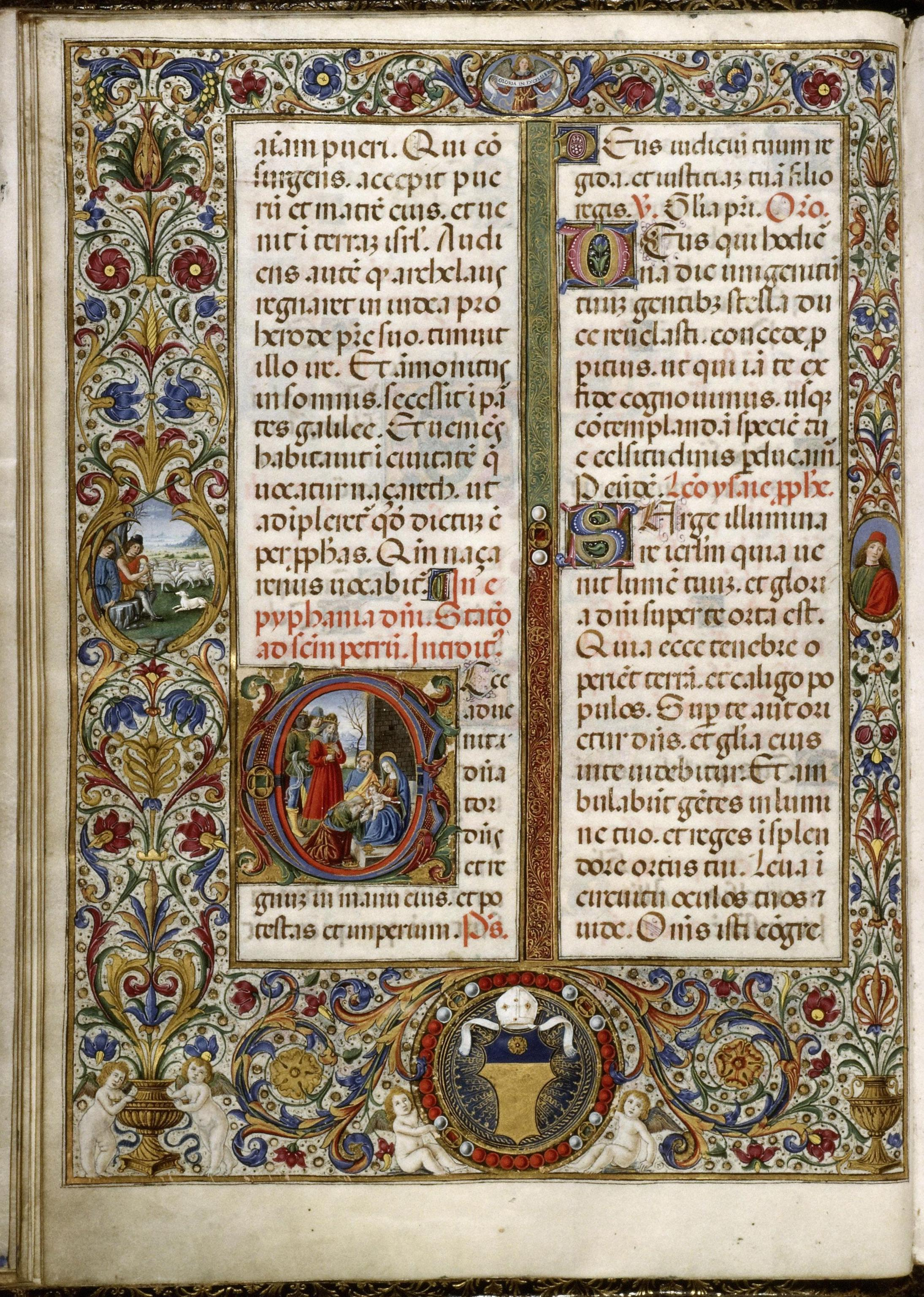
Exemple de page décorée de la première partie, fo 29 vo.
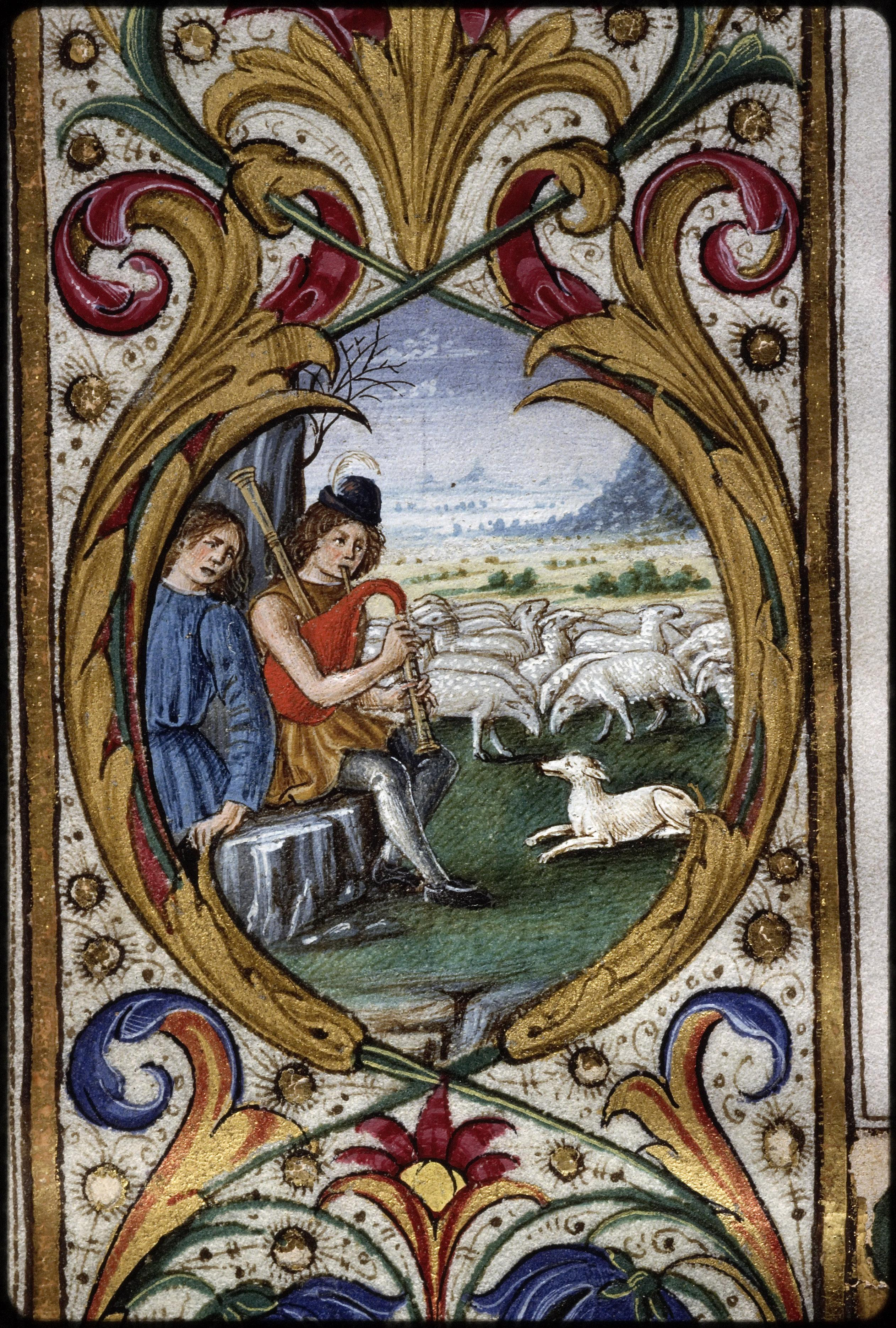
Détail d'un médaillon de marge : les bergers, fo 29 vo.
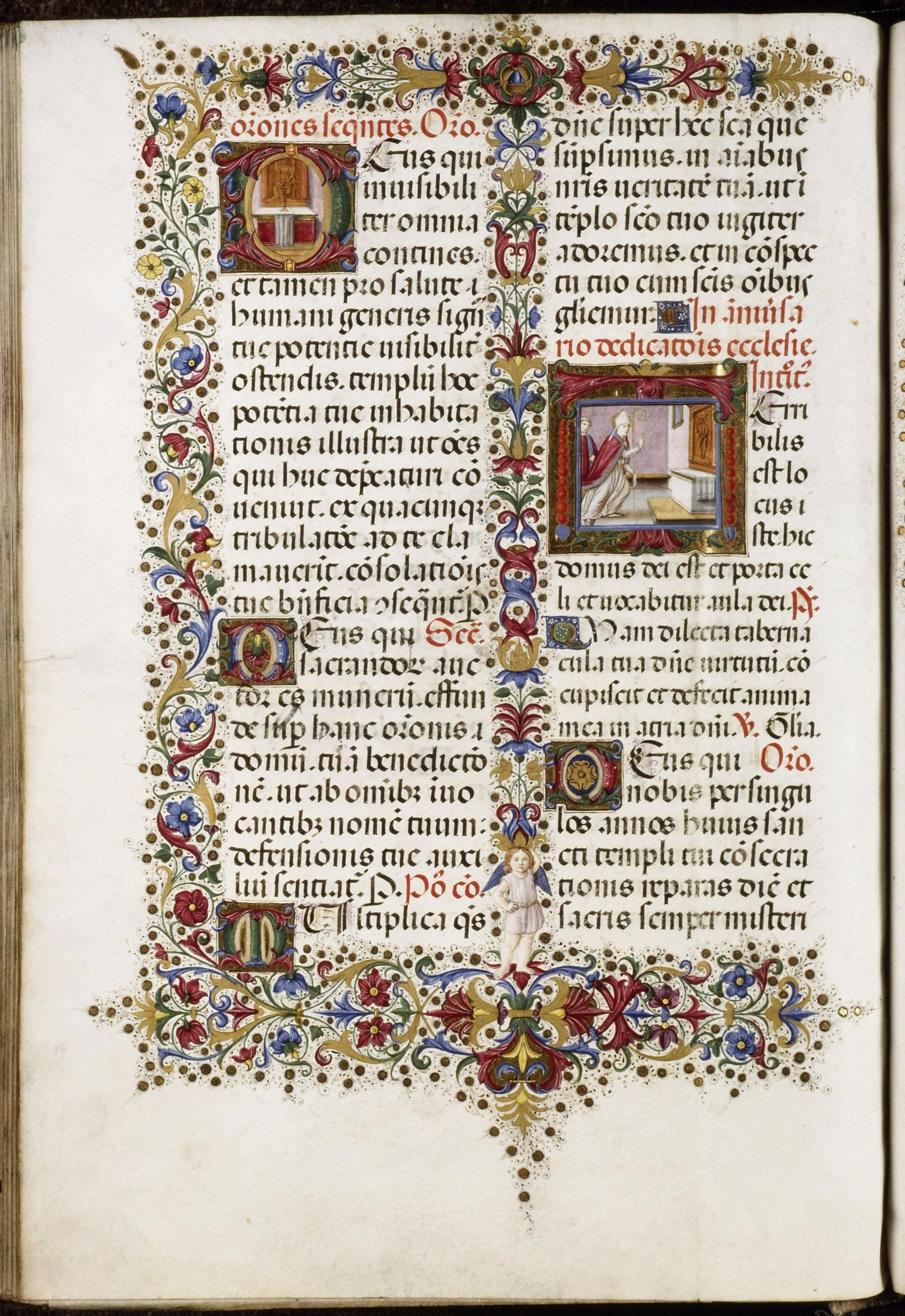
Exemple de page décorée de la seconde partie, fo 394 vo.

### Attributions des décorations
Toutes les enluminures du manuscrit ne sont pas de la main d'Attavante : son atelier a aussi participé à la décoration. Le maître semble être intervenu sur le frontispice, la page initiale du canon, ainsi que quelques lettrines de la première moitié du volume : La Nativité (fo 16 vo), L'Adoration des bergers (fo 19 ro), La Vierge sur un trône (fo 20 ro), Le Massacre des Innocents (fo 24 ro), Le Martyre de Thomas Becket (fo 25 vo), La Circoncision (fo 28 ro) et L'Adoration des mages (fo 29 vo). Les autres sont attribuées à deux proches collaborateurs d'après le style moins précis de leurs interventions. L'un d'entre eux, jugé le plus habile par les historiens de l'art, est l'unique auteur des décorations de l'incipit du commun des saints (fo 358 ro) et il a réalisé les encadrements les plus riches de la première partie du manuscrit. Toute la seconde moitié est entièrement de la main de ces deux mêmes collaborateurs d'atelier qui ne sont pas identifiés. Le plus habile pourrait être l'auteur des lettrines historiées de cette partie. Il a été aussi avancé l'hypothèse que le Maître du Xénophon Hamilton, qui avait déjà travaillé avec Attavante à la Bible de Frédéric de Montefeltro, ait participé à la décoration de la page de frontispice.

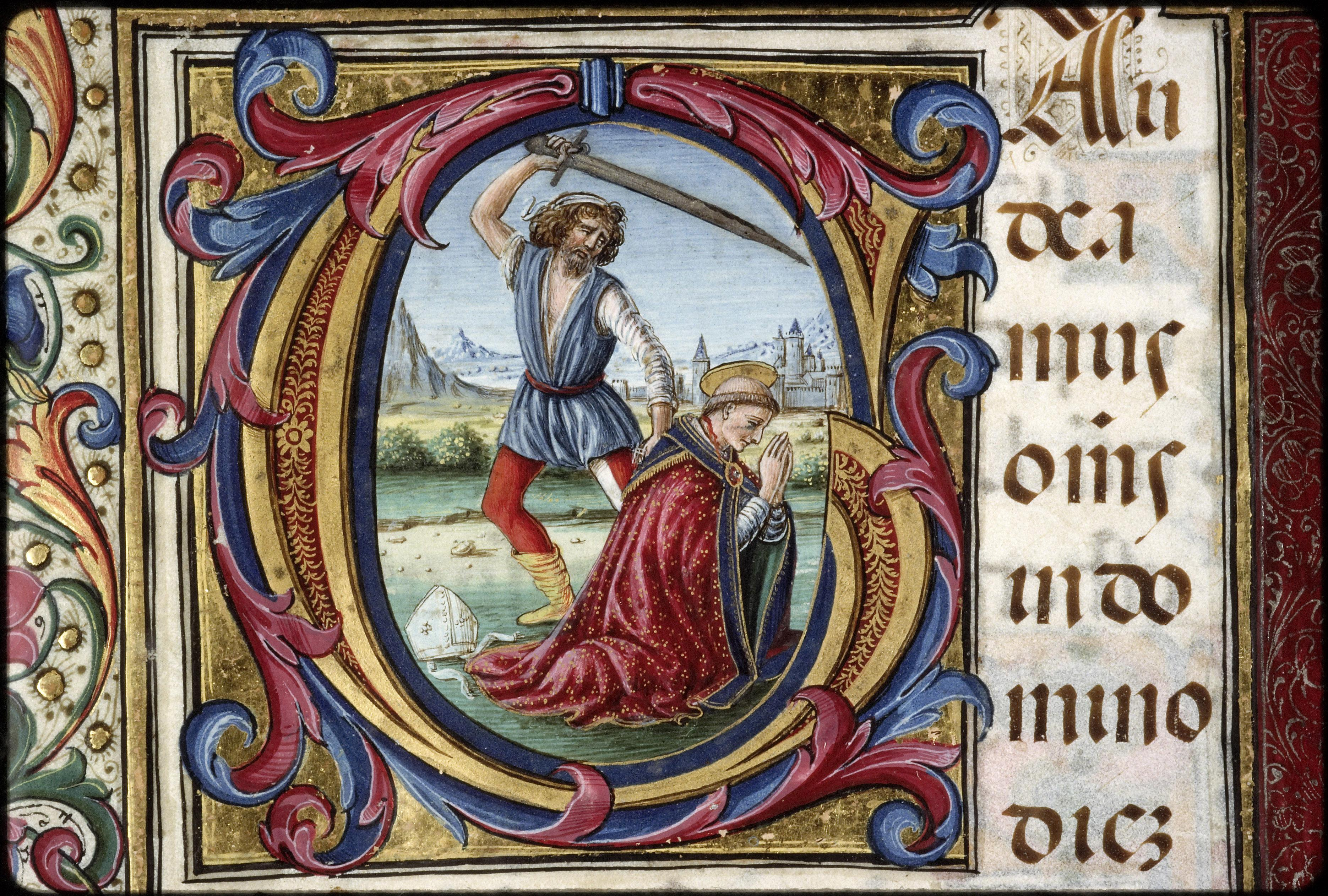
Exemple de lettrine attribuée à Attavante, Le Martyre de Thomas Becket, fo 25 vo.
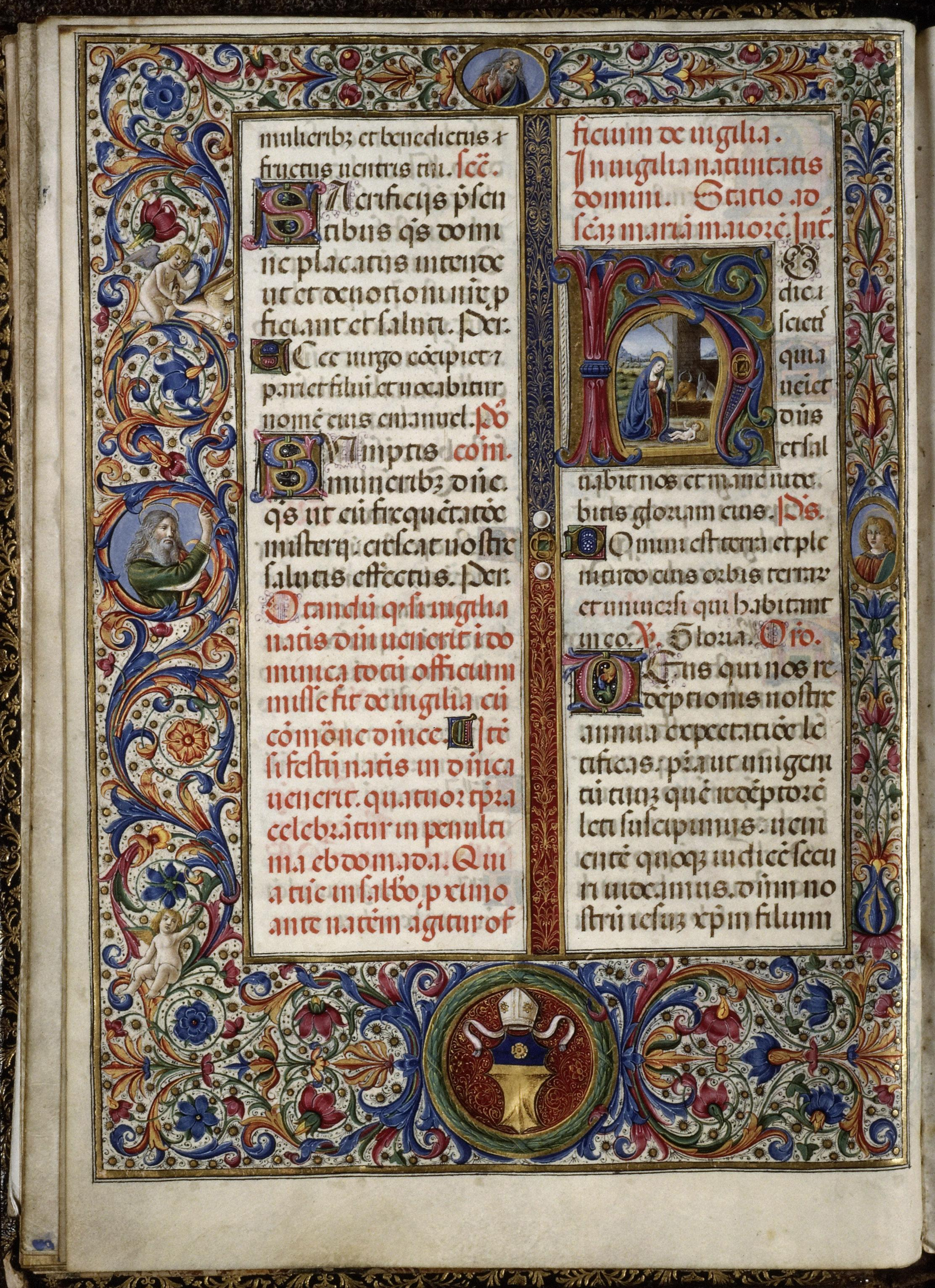
Page avec un cadre attribué à l'atelier et une lettrine au maître, La Nativité, fo 16 vo.
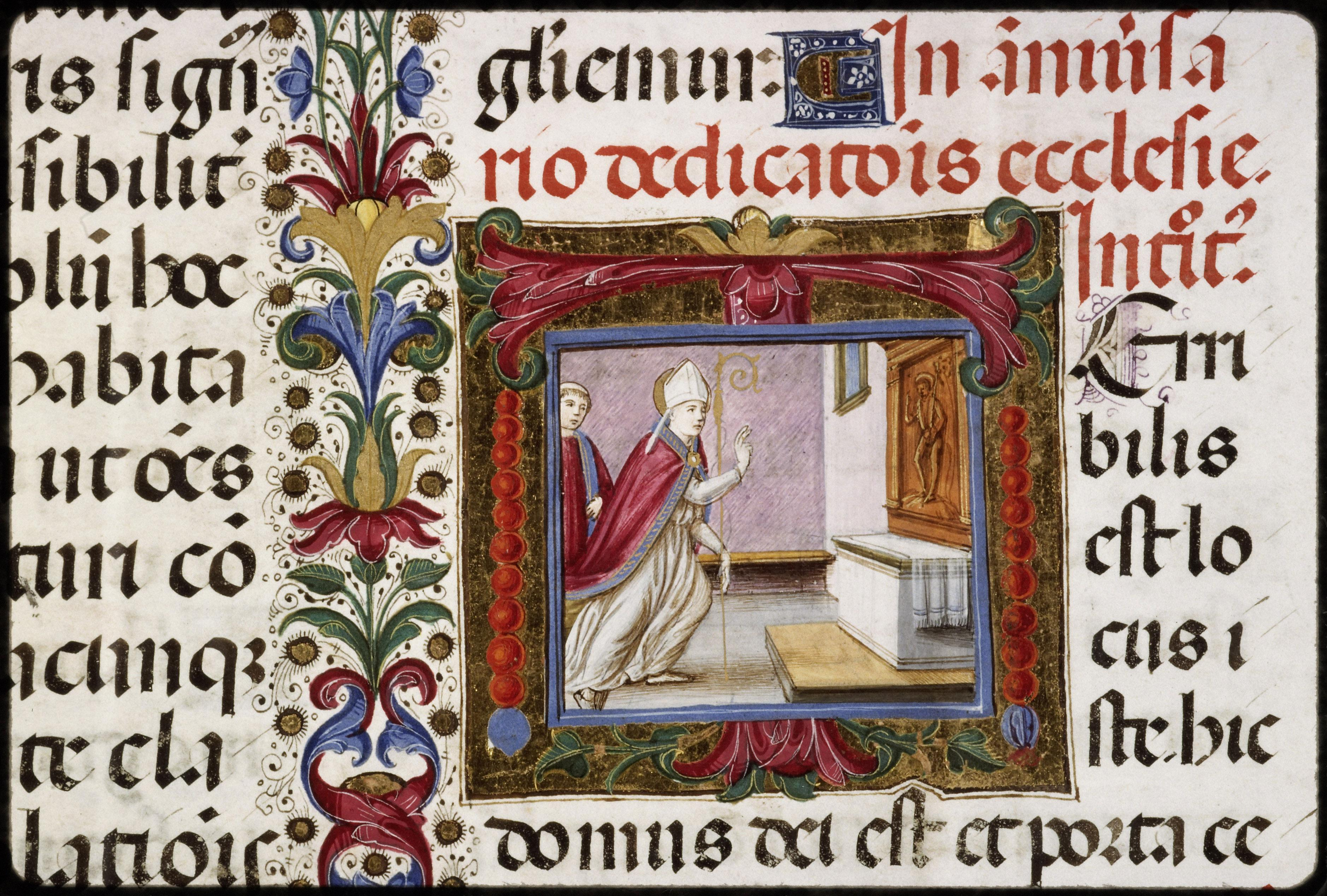
Exemple de lettrine attribuée à un collaborateur, Évêque devant un autel, fo 394 vo.

## Influences sur les autres manuscrits d'Attavante
Les décorations du manuscrit ont été reprises dans d'autres ouvrages décorés par la suite par Attavante degli Attavanti et son atelier : le Bréviaire de Matthias Corvin, par exemple, aujourd'hui conservé à la Bibliothèque apostolique vaticane (Urb.lat.112), daté entre 1487 et 1492 qui reprend le même type de frontispice. Mais c'est surtout le cas de son missel aujourd'hui à la Bibliothèque royale de Belgique (Ms.9008), daté entre 1485 et 1487. Le Missel de Thomas James est très proche de ce dernier, Attavante ayant repris les mêmes dimensions, les mêmes modèles, croquis et presque la même pagination pour ce second missel, trois ans plus tard. La miniature de la Crucifixion est presque identique, seuls l'arrière-plan et quelques petits détails comme les deux anges au-dessus du bon larron diffèrent. Il diffère aussi dans le nombre de lettrines historiées dans la seconde partie du manuscrit : celui de Bruxelles n'en contient qu'une cinquantaine contre 150 pour celui de Lyon. Il permet de deviner le contenu des pages disparues dans le manuscrit lyonnais. Ainsi, le feuillet présent autrefois en face du frontispice, au début du missel, contenait des médaillons dans ses marges représentant des scènes de la vie de la Vierge et une lettrine figurant David. La page du jour de Pâques contenait en lettrine la résurrection du Christ. De manière plus ponctuelle, la lettrine de la Nativité (fo 16 ro) se retrouve dans une autre œuvre d'Attavante plus tardive : le livre d'heures conservé au Fitzwilliam Museum de Cambridge (Ms.154, fo 14 ro).

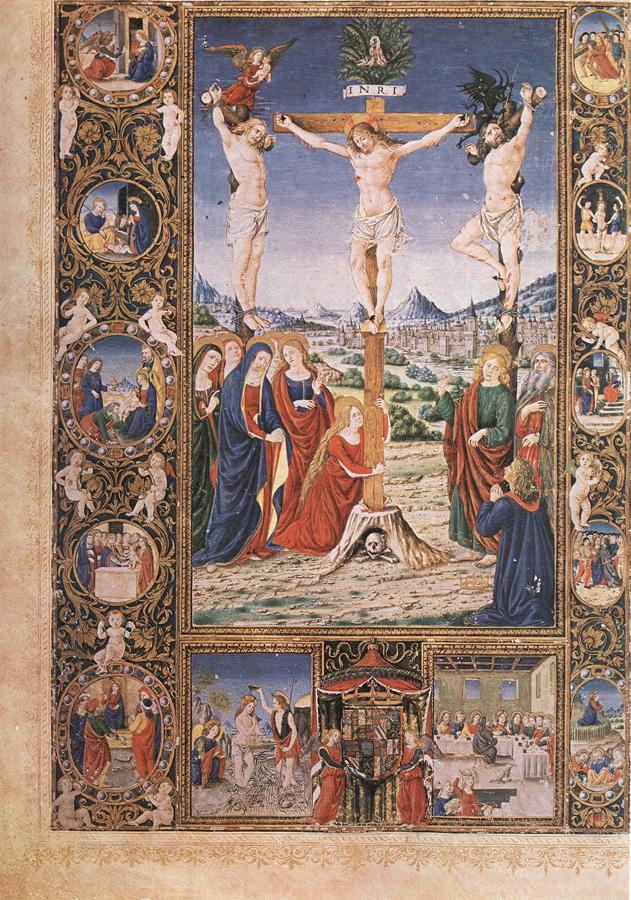
Missel de Matthias Corvin, Crucifixion, Bibliothèque royale de Belgique, fo 205 vo.
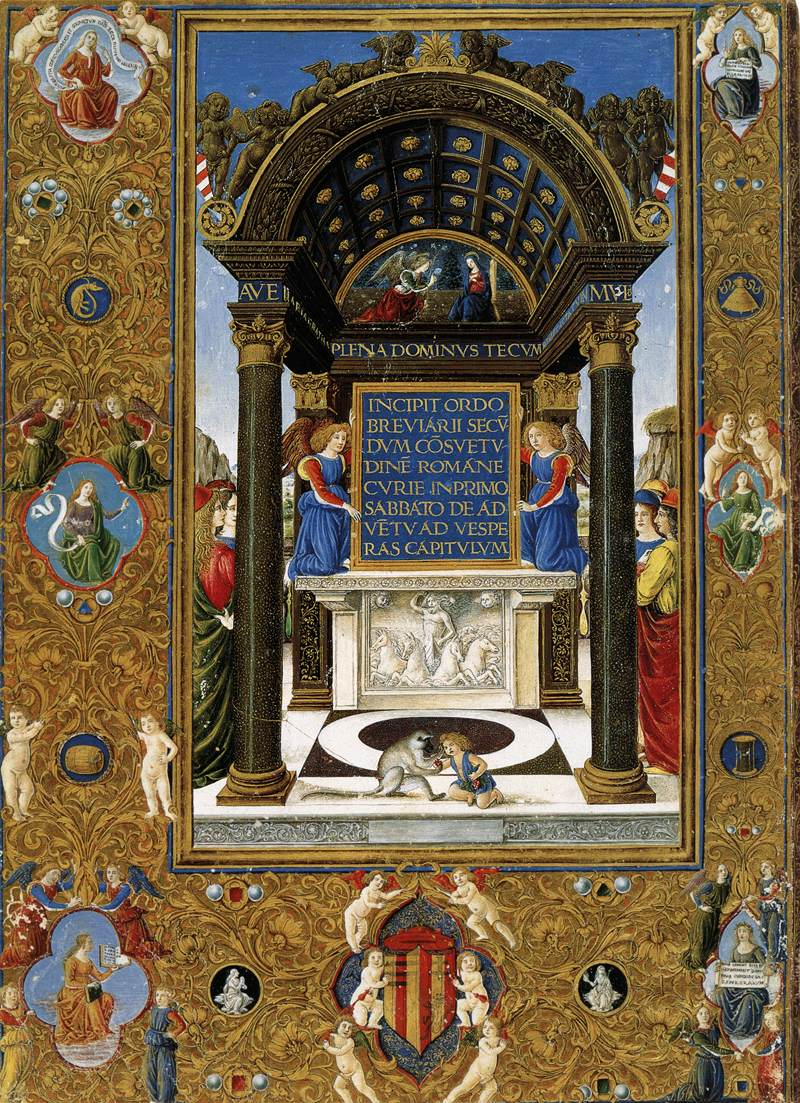
Bréviaire de Matthias Corvin, frontispice, Bibliothèque apostolique vaticane, fo 7 vo.
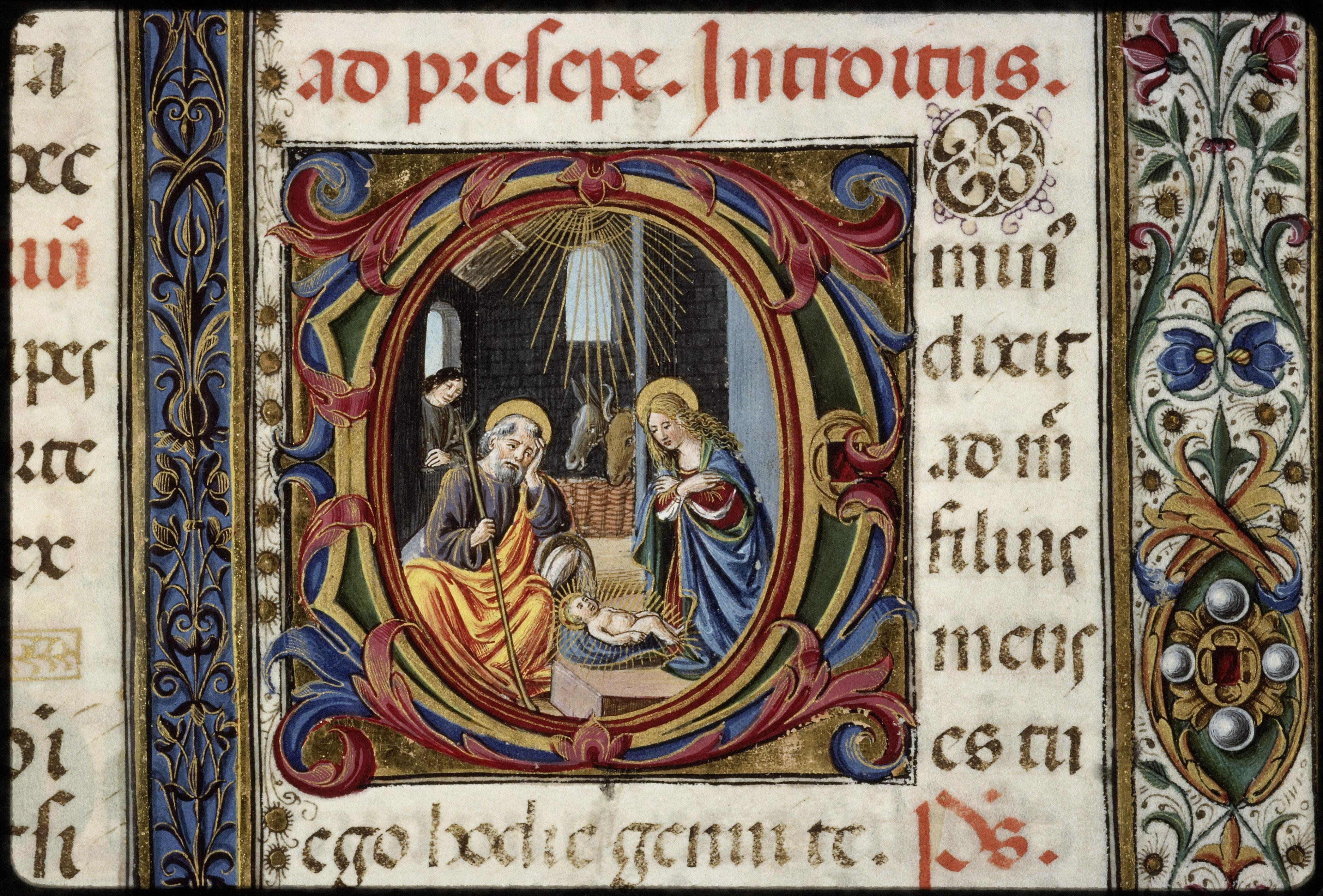
Détail de la lettrine de l'Adoration du Christ du Missel de Thomas James, fo 17 vo.
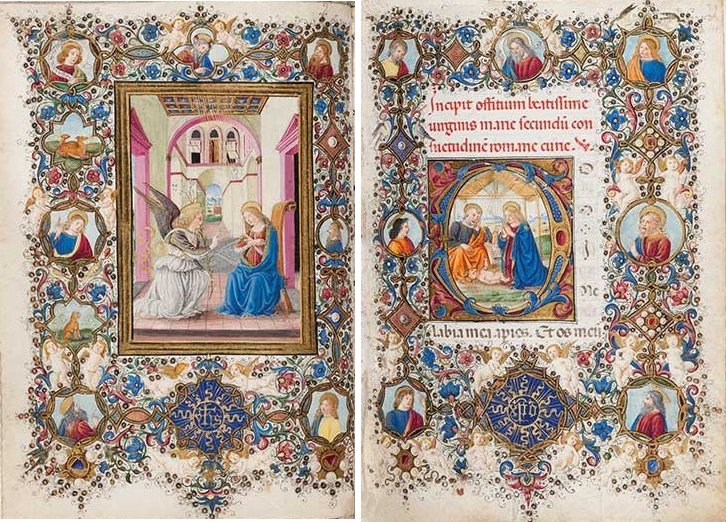
Livre d'heures avec une grande lettrine de l'Adoration du Christ, Fitzwilliam Museum, Ms.154, fo 13 ro-fo 14 ro.